# Забавский, Николай Михайлович
Николай Михайлович Забавский (бел. Мікалай Міхайлавіч Забаўскі; 10 ноября 1953, Марьина Горка, Минская область — 13 июня 2017, Минск) — белорусский историк; доктор исторических наук (2000), профессор (2011).

## Биография
В 1979 году окончил Минский государственный педагогический институт имени М. Горького. Работал в Институте истории Академии наук Беларуси (1987—1991 — младший научный сотрудник отдела истории Белоруссии периода капитализма, 1991—1993 — научный сотрудник отдела истории Беларуси XIX — начала XX в.).
В 2002—2004 годах — заведующий кафедрой теории и истории культуры факультета белорусской филологии и культуры, в 2004—2015 — декан исторического факультета БГПУ им. М.Танка.
13 июня 2017 года на 64-м году ушёл из жизни.

## Научная деятельность
Основные направления исследований — политические движения и культурное развитие Беларуси во второй половине XIX — начале XX в.
В 1988 году защитил кандидатскую, в 2000 — докторскую диссертацию.
Автор 98 научных работ, в том числе 3 монографий, учебного пособия.

### Избранные труды
- Забавский Н. М. Общественно-политическая борьба в Белоруссии в связи с выборами и деятельностью III государственной думы (1907—1912 гг.) : дис. … канд. ист. наук. — Минск : [б. и.], 1988. — 208 с.
- Забавский Н. М. Общественно-политическая борьба в Беларуси в процессе выборов и деятельности Российской государственной думы I—IV созывов (1906—1917 гг.) : Автореф. дис. … д-ра ист. наук. — Минск, 2000. — 42 c.
- Грамадска-палітычная барацьба ў Беларусі ў сувязі з ўвядзеннем земства ў Беларусі // Весці АН БССР. Сер. грамад. навук. — 1987. — № 5.
- Палітычная барацьба ў Беларусі ў перыяд выбараў у ІІІ Дзяржаўную думу // Весці АН БССР. Сер. грамад. навук. — 1988. — № 5.
- Дзяржаўная Дума ў палітычным жыцці Беларусі (1906—1917 гг.) / вучэбны дапаможнік. — Мінск: МДПІ імя А. М. Горкага, 1993.
- Сацыял-дэмакратычныя і народніцкія партыі і групоўкі на выбарах у ІІІ Дзяржаўную думу Расіі (1907 г.) // Весці Бел. дзярж. пед. ун-та. − 1999. — № 2.
- Палітычны рух у Беларусі ў час выбараў у І Расійскую думу (студзень-красавік 1906 г.) // Весці Бел. дзярж. пед. ун-та. — 1999. — № 3.
- Грамадска-палітычная барацьба ў Беларусі ў час выбараў у ІІ Дзяржаўную думу Расіі // Весці НАН Беларусі. Сер. гуманіт. навук. — 1998. — № 3.
- Палітычныя пазіцыі дэпутатаў ад беларускіх губерняў у ІУ Дзяржаўнай думе Расіі // Весці НАН Беларусі. Сер. гуманіт. навук. — 1998. -№ 3.
- Прадстаўніцтва ад Беларусі ў Дзяржаўнай думе Расіі (1906—1917). — Мінск: Бел. дзярж. пед. ун-т., 1998. — 157 с.
- Расійская Дзяржаўная дума ў грамадска-палітычным жыцці Беларусі (1906—1917). — Мінск: БДПУ, 1999. — 212 с.
- Прагрэсіўны блок і крызіс самаўладдзя ў Расійскай імперыі // Беларускі гістарычны часопіс. — 2007. — № 1. — С. 11-15.
- Забавский Н. М., Житко А. П., Толмачева С. А. и др. История восточных славян : хрестоматия: в 2 ч. — Ч. 2: Внешняя политика самодержавия (1861—1917 гг.) / сост. Н. М. Забавский, А. П. Житко, [и др.].; под общ. ред. А. П. Житко. — Минск: БГПУ, 2011. — 212 с.
- Забаўскі М. М. Исследование роли политических партий и движений в общественной жизни Беларуси на рубеже XIX—XX вв // Беларускі дзяржаўны педагагічны ўніверсітэт імя Максіма Танка; Бакінскі славянскі універсітэт / Вучоныя запіскі. — Вып. 2. — Сер. мовы і літаратуры. Сер. грамадска-палітычных навук. — Мінск; Баку: БДПУ : БСУ, 2011. — № 2. — С. 42-45.
- Забаўскі М. М. Крызіс феадальна-прыгонніцкай сістэмы на тэрыторыі Беларусі ў першай палове XIX ст. // Палітычныя, сацыяльна-эканамічныяі этнакультурныя працэсы на тэрыторыі Беларусі ў XIX — пачатку XX ст. : Да 150-годдзя скасавання прагоннага права ў Расійскай імперыі: матэр. Рэсп. навук.-тэарэт. канф. — Мінск : БДПУ, 2011. — С. 9-11.
- Забаўскі М. М., Кадзіра Ў.М., Карзюк А. А. Прафарыентацыя ў сістэме работы гістарычнага факультэта // Гісторыя праблемы выкладання. — Мінск, 2011. — № 6. — С. 55-58.
- Забаўскі М. М. Праблемы аўтаноміі беларуско-літоўскіх губерняў у перыяд выбараў і дзейнасці Расійскай Дзяржаўнай думы (1906—1917 гг.) // Гісторыя беларускай дзяржаўнасці ў канцы XVIII — пачатку XXI ст. : у 2 кн. — Кн. 1 / А. Каваленя [і інш]; редкал. : А. А. Каваленя і інш. — Мінск: Беларуская навука, 2011. — С. 274—294.

## Награды
Медаль «За трудовые заслуги»